# Ушаков, Егор Иванович
Его́р Ива́нович Ушако́в (фин. Jegor Uschakoff; 6 апреля, 1767, Фридрихсгам, Выборгская губерния — 30 декабря 1836, Гельсингфорс, Великое княжество Финляндское) был русским купцом, проживающим в Финляндии.

## Биография
Егор Ушаков и его братья были крепостными у русского рода Шереметьевых, относящегося к высшему дворянскому сословию. Занимаясь торговлей, в ходе Русско-шведской войны в 1808 году переместились на завоёванные русской армией земли. Ушаковы преуспели в Финляндии и подали прошение императору об освобождения от крепостной зависимости за выкуп. Император одобрил прошение и в 1812 году объявил Ушаковых свободными. Будучи преуспевающим торговцем, Егор Ушаков основал кирпично-плиточный завод в Отаниеми, в Эспоо, а также работал подрядчиком. Кроме того, он руководил строительством церкви Святой Троицы в 20-е годы XIX века и был в ней долгое время приходским старостой. Входивший в число самых богатых горожан Егор Ушаков в 1822 получил звание коммерции советника и в 1829 году вместе с Фёдором Киселёвым вошёл в совет городских старейшин. Ушаков вместе с владельцами завода Синебрюховым и Киселёвым относились к самым известным русским семьям великого княжества Финляндского. Похоронен на Православном кладбище в Лапинлахти.

## Дом Ушакова

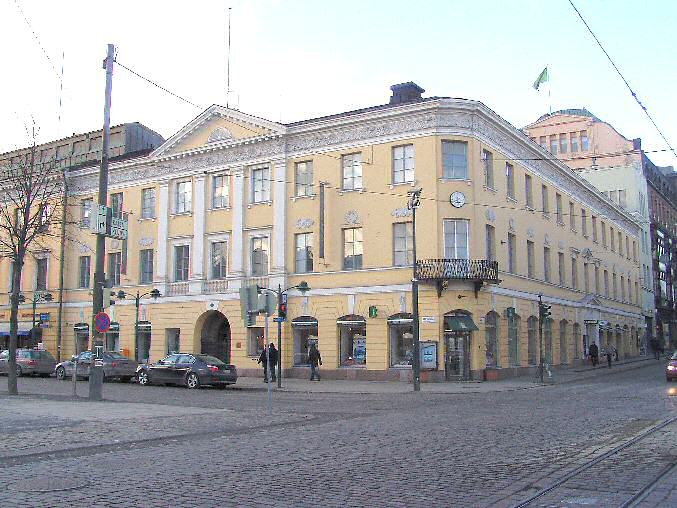
Дом Ушакова

Егор Ушаков построил на пересечении Эспланады и Унионинкату так называемый «Дом Ушакова» в 1815-1816 и 1826-1827 годах. В спроектированном Пером Гранштедтом здании на нижнем этаже располагались магазины, а на верхних - жилые помещения. Во дворе находилась пристройка, в которой было помещение для прислуги, баня, конюшня и коровник. Дом, построенный Егором Ушаковым, после перестройки внутренних помещений под нужды банка стал больше известен как «Югендсали».